# Stolnica svete Trojice, Tbilisi

Stolnica svete Trojice (gruzijsko: თბილისის წმინდა სამების საკათედრო ტაძარი Tbilisis cminda samebis sakatedro tadzari), splošno znana kot Sameba (gruzijsko: სამების ლავრა za Trinity), je glavna stolnica Gruzinske pravoslavne cerkve, ki stoji v Tbilisiju, glavnem mestu Gruzije. Zgrajena je bila med letoma 1995 in 2004 in je tretja najvišja vzhodna pravoslavna stolnica na svetu in ena največjih verskih zgradb na svetu po skupni površini. Sameba je sinteza tradicionalnih slogov, ki prevladujejo v gruzijski cerkveni arhitekturi v različnih zgodovinskih obdobjih z nekaj bizantinskimi zgledi.

## Zgodovina in gradnja
Zamisel, da bi zgradili novo stolnico v počastitev 1500 let avtokefalnosti Gruzinske pravoslavne cerkve in 2000 let od Jezusovega rojstva, se je pojavila že leta 1989, ključnega leta za narodno prebujanje takratne sovjetske republike Gruzije. Maja 1989 sta gruzijski pravoslavni patriarhat in uprava Tbilisija objavila mednarodni natečaj za projekt Stolnica svete Trojice. V prvem krogu natečaja ni bil izbran noben zmagovalec, ko je bilo prijavljenih več kot sto projektov. Nazadnje je zmagal načrt arhitekta Arčila Mindiašvilija. Naslednja burna leta državljanskih nemirov v Gruziji so ta velikanski načrt odložila za šest let in šele 23. novembra 1995 so postavili temelje nove stolnice.
Gradnja cerkve je bila razglašena za »simbol gruzijskega narodnega in duhovnega preporoda«, sponzorirali pa so jo večinoma z anonimnimi donacijami več gospodarstvenikov in navadnih državljanov. 23. novembra 2004, na praznik svetega Jurija, je stolnico posvetil katolikos patriarh Gruzije Ilia II. in visoki predstavniki pravoslavnih cerkva iz sveta. Slovesnosti so se udeležili tudi voditelji drugih verskih in konfesionalnih skupnosti v Gruziji, pa tudi politični voditelji.
Vsaj del mesta , izbranega za nov stolnični kompleks, je vseboval zemljišče na nekdanjem armenskem pokopališču, imenovanem Hodživank. Na pokopališču je bila nekoč armenska cerkev uničena v sovjetskem obdobju po ukazu Lavrentija Berija. Tudi večina grobov in spomenikov pokopališča je bila uničena, pokopališče pa spremenjeno v rekreacijski park. Zemljišče pa je vseeno vsebovalo še veliko grobov, ko se je začela gradnja stolnice . Po besedah nekega avtorja so pokopališče obravnavali s »škandaloznim pomanjkanjem spoštovanja«, potem ko so bile po vsem gradbišču raztresene kosti in nagrobni spomeniki.

## Arhitektura
Stolnica Sameba je postavljena na griču Elia, ki se dviga nad levim bregom reke Kure (Mtkvari) v zgodovinski soseski Avlabari v Starem Tbilisiju.
Zasnovana v tradicionalnem gruzijskem slogu, vendar z večjim vertikalnim poudarkom. Stolnica ima križni tloris s kupolo nad križiščem, ki leži na osmih stebrih. Hkrati so parametri kupole neodvisni od apsid, ki kupoli in cerkvi na splošno daje bolj monumentalni videz. Nad kupolo se dviga 7,5 metra visok pozlačen križ.
Stolnica je sestavljena iz devetih kapel (kapele nadangelov, Janeza Krstnika, svete Nine, svetega Jurija, svetega Nikolaja, dvanajst apostolov in vseh svetnikov); pet jih je v velikem podzemnem prostoru. Skupna površina stolnice, vključno z njenim velikim narteksom, je 3.000 kvadratnih metrov, prostornina, ki jo zaseda, pa je 137.000 kubičnih metrov. Notranjost cerkve (ladje) meri 56 x 44 metrov, notranja površina je 2380 kvadratnih metrov. Višina od tal do vrha križa je 87,1 metra. Podzemna kapela zavzema 35.550 kubičnih metrov, njena višina je 13,1 metra.
Za gradnjo so se uporabljali naravni materiali. Tla so izdelana iz marmornih ploščic, oltar pa okrašen tudi z mozaikom. Poslikavo fresk je izvajala skupina umetnikov, ki jo je vodil Amiran Goglidze.
Kompleks Sameba, katerega gradnja je dokončana, obsega glavno stolno cerkev, prostostoječi zvonik, rezidenco patriarha, samostan, semenišče in teološko akademijo, več delavnic, prostore za počitek, itd. 
- Ikonostas v stolnici svete Trojice
- Sameba je vidna v soseski Elia za predsedniško upravo